# Ksanto
Ksanto je bio jedan od dvojice najpoznatijih logografa starogrčke književnosti (drugi je bio Helanik). Ksanto je bio Liđanin iz Sarda, sin nekog Kandaula. 
Autor je dva poznata djela: 
- Povijest Lidije
- Magika